# 5 uur
"5 uur" is een nummer van de Nederlandse zanger Ramses Shaffy. Het nummer werd uitgebracht als de twaalfde track op zijn album Ramses II uit 1966. Daarnaast verscheen het dat jaar ook op de B-kant van zijn single "Sammy".

## Achtergrond
"5 uur" is geschreven door Shaffy en geproduceerd door Frans Mijts. Het orkest van Mijts is daarnaast ook te horen op het nummer. Het gaat over het eind van een feestje dat om 's morgens 5 uur is afgelopen. Het enigszins blues- en jazzachtige lied laat horen dat al voor het feestje zijn vriendin hem in de steek heeft gelaten. Tijdens het feestje is Shaffy stil, maar op het laatst komt het hoge woord er dan toch uit, hij is alleen.
"5 uur" is gecoverd door artiesten als Wim De Craene, Neerlands Hoop in Bange Dagen, De Dijk, De Kift met Vincent van Warmerdam en Paul de Munnik (al dan niet met Thomas Acda als Acda en De Munnik). Ook de zangpartner van Shaffy, Liesbeth List, heeft het gezongen. De Dijk scoorde er in 1991 in Nederland een kleine hit mee: het kwam weliswaar niet in de Top 40 terecht en bleef steken op de vierde plaats in de Tipparade, maar in de Nationale Top 100 kwam de single tot plaats 43.

## Hitnoteringen

### Ramses Shaffy

#### NPO Radio 2 Top 2000
| Nummer met noteringen in de NPO Radio 2 Top 2000 | '06  | '07-'08 | '09 | '10  | '11  | '12  | '13  |
| ------------------------------------------------ | ---- | ------- | --- | ---- | ---- | ---- | ---- |
| 5 uur                                            | 1823 | -       | 444 | 1385 | 1678 | 1757 | 1977 |

1. ↑  Een '-' betekent dat het nummer niet was genoteerd en een vetgedrukt getal geeft de hoogste notering aan.
2. ↑  2006 was het eerste jaar met een notering voor dit nummer.
3. ↑  Deze tabel is bijgewerkt tot en met de laatste editie (2024).

### De Dijk

#### Nationale Top 100
| Hitnotering: 16-11-1991 t/m 18-01-1992 | Hitnotering: 16-11-1991 t/m 18-01-1992 | Hitnotering: 16-11-1991 t/m 18-01-1992 | Hitnotering: 16-11-1991 t/m 18-01-1992 | Hitnotering: 16-11-1991 t/m 18-01-1992 | Hitnotering: 16-11-1991 t/m 18-01-1992 | Hitnotering: 16-11-1991 t/m 18-01-1992 | Hitnotering: 16-11-1991 t/m 18-01-1992 | Hitnotering: 16-11-1991 t/m 18-01-1992 | Hitnotering: 16-11-1991 t/m 18-01-1992 | Hitnotering: 16-11-1991 t/m 18-01-1992 |
| Week                                   | 1                                      | 2                                      | 3                                      | 4                                      | 5                                      | 6                                      | 7                                      | 8                                      | 9                                      |                                        |
| -------------------------------------- | -------------------------------------- | -------------------------------------- | -------------------------------------- | -------------------------------------- | -------------------------------------- | -------------------------------------- | -------------------------------------- | -------------------------------------- | -------------------------------------- | -------------------------------------- |
| Positie                                | 98                                     | 80                                     | 65                                     | 54                                     | 47                                     | 43                                     | 54                                     | 72                                     | 98                                     | uit                                    |